# Nana Ekvtimishvili
Nana Ekvtimishvili (en géorgien : ნანა ექვთიმიშვილი et phonétiquement en français : Nana Ekvtimichvili), née le 9 juillet 1978  à Tbilissi (en Géorgie, à l’époque en URSS), est une cinéaste géorgienne, scénariste et réalisatrice de films coproduits en France, et écrivaine.

## Biographie
Elle étudie la philosophie et sort diplômée de l’université d’État Ivané Djavakhichvili de Tbilissi. Adolescente, elle vit la période de la guerre civile.
À la fin des années 1990, elle part en Allemagne, à Potsdam-Babelsberg, poursuivre des études cinématographiques à l’Académie de film et de télévision Konrad Wolf.
En 1999, ses premières nouvelles sont publiées dans la revue géorgienne Arili.
En 2008, elle tourne son premier court métrage, Lost mainland, puis trois ans plus tard un second court métrage, Waiting for Mum qui lui vaut d’être remarquée dans les festivals.
En 2012, elle fonde avec Simon Gross la société de production Polare Film. Ensemble, ils réalisent en 2013 leur premier long métrage Eka et Natia, chronique d'une jeunesse géorgienne, qui lui vaut une série de sélections et de récompenses : il est diffusé en Allemagne, en Australie, dans les pays du Benelux, aux États-Unis, en France, en Grande-Bretagne et dans les pays de l’ex-Yougoslavie. Ce film, inspiré des souvenirs d’enfance de Nana, remporte une trentaine de récompenses à de nombreux endroits du monde, dont le Prix CICAE à Berlin et le Prix FIPRESCI à Hong Kong. En 2014, il est également choisi pour représenter la Géorgie à l’Oscar du meilleur film en langue étrangère en 2014.
Nana Ekvtimishvili et Simon Gross signent leur deuxième opus commun en 2016 avec le film Une Famille heureuse, présenté en compétition au festival de Sundance en janvier 2017, puis sélectionné à la Berlinale dans la catégorie Forum.

## Filmographie

### Long métrage
- 2013 :  en géorgien : Grzeli nateli dgeebi, en anglais : In Bloom, en français : Eka et Natia, chronique d'une jeunesse géorgienne
- 2017 : en géorgien : Chemi bednieri odjakhi, en anglais : My Happy family, en français : Une famille heureuse

### Courts métrages
- 2011 :  en géorgien : Deda, en anglais : Waiting for Mum
- 2008 : The Lost Mainland
- 2007 : Fata Morgana.

## Littérature
- 2015 : Le Verger de poires (Édition Bakur Sulakauri, Géorgie), trad. Maïa Varsimashvili-Raphael & Isabelle Ribadeau Dumas, éd. Noir sur Blanc, 2023  (ISBN 978-2-88250-887-4)

## Prix
- 2013, In Bloom : sélection pour le meilleur film en langue étrangère pour les Oscar aux États-Unis[3], sélection au Forum et Prix CICAE au Berlinale 2013, sélection  parmi les 10 réalisateurs européens les plus prometteurs au 48e Festival international du film de Karlovy Vary en République tchèque[4], prix (New Auteurs Special Award for Personal Storytelling) au Festival international du film de Los Angeles 2013, prix de la critique internationale (Prix FIPRESCI) au 37e Festival international du film de Hong Kong[5], mentions à différents festivals (Almaty, Milan, Paris, Sarajevo, Tokyo …).
- 2012, Waiting for Mum : prix du meilleur court métrage au Festival de film de Trieste.